# Oliokma
L' Oliokma (en russe : Олёкма) est une rivière de Sibérie orientale, en Russie d'Asie, et un affluent de la Léna. 

## Géographie
Elle est longue de 1 436 km.
La rivière prend sa source dans les monts Iablonovy et coule en direction du nord entre les plateaux de Stanovoï à l'ouest et les monts Stanovoï à l'est, jusqu'à ce qu'elle se jette dans la Léna au niveau de l'agglomération d'Oliokminsk.  
Le bassin de l'Oliokma a une superficie de 210 000 km2 et son débit moyen est de 1 950 m3/s.
L'Oliokma traverse les oblasts de Tchita et d'Amour et la république de Sakha (Iakoutie).

## Affluents
- Le Toungir (rive droite)
  - La Bougarikhta (rive droite)
- La Nioukja (rive droite)
- La Tchara (rive gauche) qui se jette dans l'Oliokma à peine quinze kilomètres avant la confluence Oliokma-Léna, et qui lui apporte quelque 900 m3/s.